# Riko Muranaka

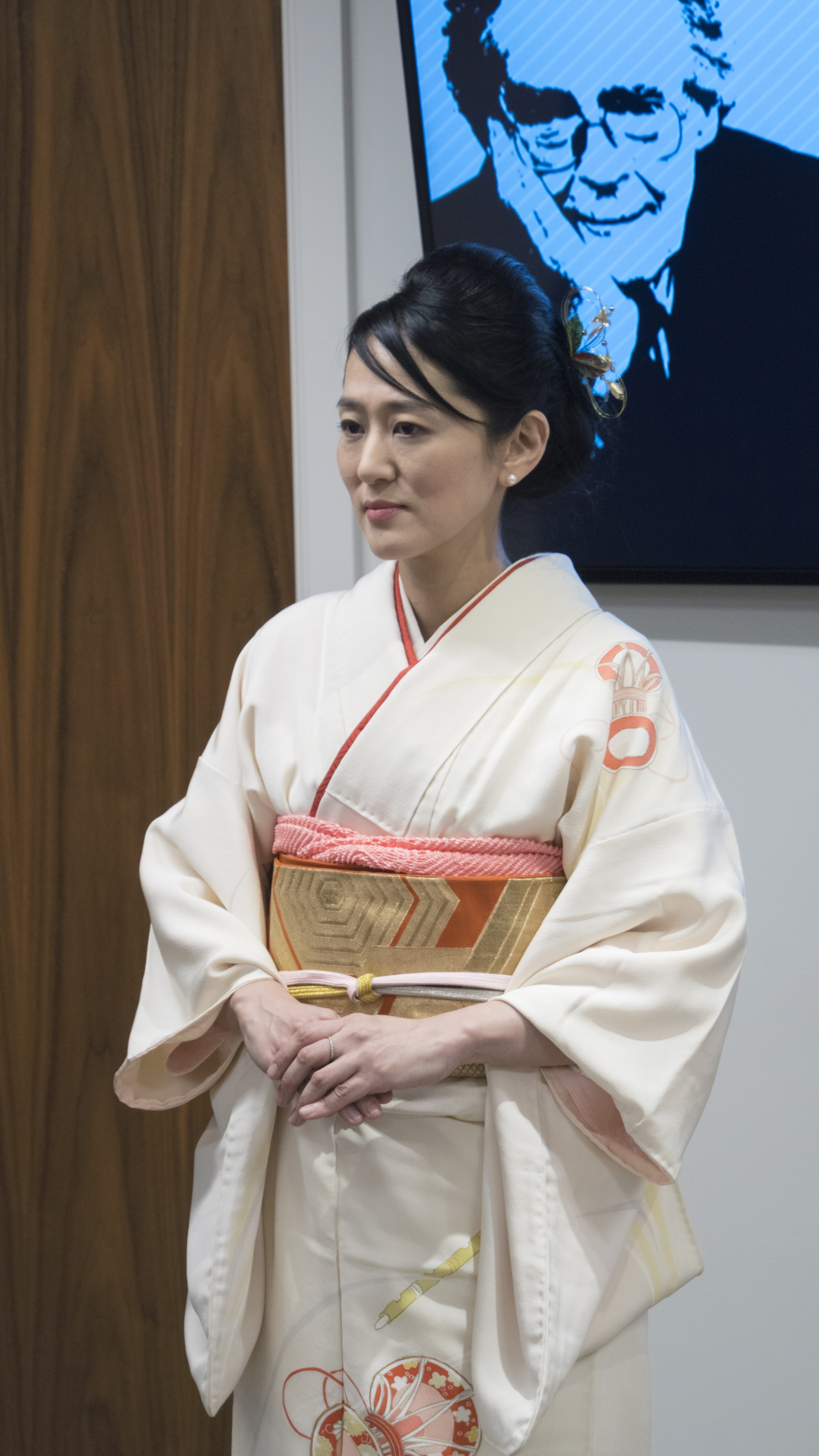
Riko Muranaka bei der Verleihung des John Maddox Preis 2017

Riko Muranaka (japanisch 村中 璃子) ist eine japanische Medizinerin und Journalistin. Sie wählte diesen Namen als Pseudonym, um zu veröffentlichen. 2017 erhielt  sie den John Maddox Preis, mit dem ihre schwierige Aufklärungsarbeit zur positiven Wirkung des HPV-Impfstoffs gewürdigt wurde.

## Leben

### Studium und Beruf
Muranaka erwarb ihren ersten Hochschulabschluss, einen Master in Soziologie, an der renommierten Hitotsubashi-Universität (一橋大学, Hitotsubashi Daigaku). Anschließend studierte sie Medizin an der Universität Hokkaidō  (北海道大学, Hokkaidō daigaku). Sie wurde Dozentin für Medizin an der Universität Kyōto (京都大学, Kyōto Daigaku), arbeitete als WHO Beraterin und ist nun am Bernhard-Nocht-Institut für Tropenmedizin (BNITM) tätig.
Als Journalistin medizinischer Themen wurde Muranaka in Japan durch ihren Artikel zum Ausbruch des Ebolavirus 2014 bekannt. Dieser Artikel wurde laut ihrer Webseite 2015 als einer der drei besten Artikel von der japanischen Yomiuri Shinbun Zeitung ausgewählt. Sie veröffentlichte in japanischen Medien unter anderem in Voice, Wedge, Shicho 45, Nikkei Bussiness Online, Gendai Business Online, AERA, Shukan Asai und leitete 2017 eine Radiosendung im Sender JFN Radio. 2018 veröffentlichte sie ihr erstes Buch Jūmanko no Shikyū (100.000 Gebärmütter). Häufiges Thema ihrer journalistischen Arbeiten sind Probleme der weiblichen Gesundheit.

### Engagement für die HPV-Impfung
Internationale Aufmerksamkeit erhielt Muranakas Arbeit, als sie sich 2015 in einem Artikel der Zeitschrift Wedge dagegen einsetzte, dass die HPV-Impfung zur Vorbeugung von Gebärmutterhalskrebs mit nicht evidenzbasierten, unwissenschaftlichen Methoden verunglimpft wurde. Shuichi Ikeda, ein japanischer Arzt, hatte, basierend auf einem Experiment mit nur einem Versuchstier, darauf hingewiesen, dass die Impfung zu Gehirnschädigungen führen könne, und damit eine große Impfskepsis bei den Eltern ausgelöst. Diese Theorie und andere nicht nachweislich auf die HPV-Impfung rückführbare Nebenwirkungen wurden von Impfgegnern in den Medien verbreitet. So verfügte das japanische Ministerium für Gesundheit, Arbeit und Soziales eine vorübergehende Aussetzung der HPV-Impfungen und bewirkte, dass die Impfquote von ehemals 70 % aller jungen Japanerinnen (2013) auf 1 % sank.
Muranaka widerlegte diese Fehlinformationen mit Recherchen und Interviews von Betroffenen. Sie musste in Folge ihrer engagierten Arbeit persönliche Angriffe, einen Boykott ihre Artikel, Beleidigungen und Drohungen auf sich nehmen. Sie verlor 2016 die von Ikeda angestrengte Klage wegen Verleumdung – Muranaka behauptete, dass Ikeda seine Ergebnisse fabriziert habe. Die Shinshū-Universität konnte dies bei einer Untersuchung nicht bestätigen, gab aber an, dass Ikeda die Ergebnisse seiner vorläufigen Untersuchung bewusst übertrieben habe. Inzwischen hat Muranaka ihr Heimatland verlassen.
Ein zweites Experiment, durchgeführt von derselben Forschergruppe unter der Aufsicht der Universität, konnte Ikedas Ergebnis nicht replizieren. Es gibt keinen Nachweis, dass eine HPV-Impfung zu Gehirnschädigungen führt.

## Auszeichnungen
Riko Muranaka erhielt 2017 den John Maddox Preis, der von der britischen Organisation Sense and Science und der wissenschaftlichen Zeitschrift Nature vergeben wird. Durch diesen nach dem bekannten Nature-Herausgeber John Maddox benannten Preis werden Personen geehrt, die wissenschaftliche Forschungsergebnisse öffentlich unterstützen und sich dafür einsetzen, über Fehlinformationen aufzuklären, und dabei ihre Karriere, ihren guten Ruf und ihre Unversehrtheit riskieren.

## Veröffentlichungen (Auswahl)
- 2018 Jūmanko no Shikyū (10万個の子宮, 100.000 Gebärmütter) Verlag Heibonsha, ISBN 978-4-582-51335-6.
- 2020 Shingata korona kara mieta Nihon no jakuten kokubō to shite no kansen-shō (新型コロナから見えた日本の弱点 国防としての感染症) Verlag Kobunsha, ISBN 978-4-334-04489-3.